# Narope anartes
Narope anartes är en fjärilsart som beskrevs av William Chapman Hewitson 1874. Narope anartes ingår i släktet Narope och familjen praktfjärilar. Inga underarter finns listade i Catalogue of Life.